# Brachyiulus wolterstorffi
Brachyiulus wolterstorffi är en mångfotingart som beskrevs av Karl Wilhelm Verhoeff 1904. Brachyiulus wolterstorffi ingår i släktet Brachyiulus och familjen kejsardubbelfotingar. Inga underarter finns listade i Catalogue of Life.